# Абесалом и Этери (фильм)
«Абесалом и Этери» (груз. აბესალომ და ეთერი) — грузинский фильм 1966 года режиссёра Леонарда Эсакии, снятый на киностудии «Грузия-фильм», его последняя работа в области кино. Экранизация одноимённой оперы Захария Палиашвили.
Премьера фильма состоялась в апреле 1967 года.

## Сюжет
Опера создана на основе грузинского эпоса «Этериани», повествующего о трагической любви и гибели красавицы Этери и царевича Абесалома.

## Роли исполняют
- Арчил Метонидзе — Абесалом
- Лали Хабазашвили — Этери
- Нугзар Шария — визирь Мурман
- Алекасандр Омиадзе — Абио
- Меги Цулукидзе — Натела
- Нани Кипиани — Марих
- Этери Жордания — Нана
- Гиви Торонджадзе — Тандарух
- Дато Данелия — гость-рыцарь

## Съёмочная группа
- Автор сценария и режиссёр: Леонард Эсакия
- Оператор: Лев Сухов
- Композитор: Захарий Палиашвили
- Художник: Реваз Мирзашвили